# An Sgùrr
Mit 393 Meter ist der An Sgùrr die höchste Erhebung auf Eigg, einer relativ kleinen Insel der Inneren Hebriden in Schottland. Der Berg wird als Marilyn und Hardy eingestuft.

## Etymologie
Das schottisch-gälische an sgùrr setzt sich zusammen aus dem bestimmten Artikel an („der, die, das“) und dem maskulinen Substantiv sgùrr mit der Bedeutung „hohe, spitz zulaufende Erhebung, (Fels)gipfel“. An Sgùrr ist somit schlichtweg „der Gipfel“. Sgùrr kann aber auch einen „Felsabbruch“ oder einen aufragenden „Felsen“ bezeichnen. Womöglich stammt das Wort auch aus dem Altnorwegischen und leitet sich dann von sker ab.

## Geographie
Der 393 Meter (manchmal wird auch 394 Meter angegeben) hohe An Sgùrr, auch als Sgurr of Eigg bekannt, liegt im Südwesten der Insel Eigg, deren höchste Erhebung er darstellt. Der Berg zeigt seine beeindruckendste Seite an seinem Ostende – der Nose of Sgùrr (Nase des Sgùrrs). Hier bricht er zu beiden Seiten nahezu 120 Höhenmeter vertikal ab. Von seinem steilen Ostabbruch zieht der Berg dann mit einem etwa 180 Meter breiten Grat 1,25 Kilometer nach Westnordwesten, um dann in die Nord-Süd-Richtung einzuschwenken. Gleichzeitig verbreitert sich der nahezu vegetationslose Grat auf zirka 300 Meter. Die Nord-Süd-Richtung wird auf 1,5 Kilometer beibehalten und weicht schließlich einer erneuten Richtungsänderung auf Nordwest. Das Gratsystem endet nach rund 3,5 Kilometern bei Bidein Boidheach nahe der Westküste. An seinem Nordwestende ist der Höhenzug 260 Meter hoch.
Untergeordnete Gipfel des Gratsystems sind Beinn Tighe (305 Meter) im äußersten Norden, Beannan Breaca (312 Meter) im Nordwesten und An Corrach (329 Meter) im Mittelabschnitt. Nördlich des An Corrachs zweigt ein kleiner Seitenzweig auf 700 Meter rechtsseitig nach Osten zum Cora-bheinn hin ab. Ein weiterer kleiner, 350 Meter langer, rechtsseitiger Seitenzweig findet sich am Nordende in Richtung Beinn Tighe.

### Hydrographie

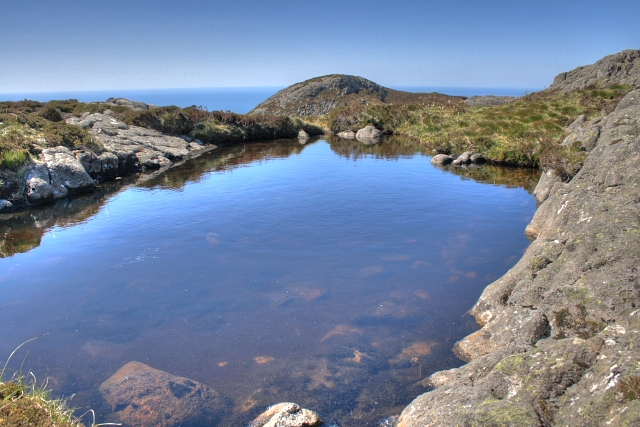
Kleiner Lochan auf dem An Sgùrr

Mehrere Lochs umgeben das Gratsystem, beispielsweise der Loch Beinn Tighe im Norden, der Loch Caol na Cora Bheinne im Mittelabschnitt und der Loch nam Ban Mora östlich vom An Corrach. Es finden sich aber auch kleine Lochans direkt auf dem Grat selbst, z. B. am Beannan Breaca im Norden. Mehrere Bäche entspringen direkt unterhalb der Südwand und entwässern in Richtung Süden zum Meer. Hauptentwässerer der Nordseite des Berges ist der An Leth-Allt, der in Südost-Richtung nach Galmisdale abfließt.

### Zugang

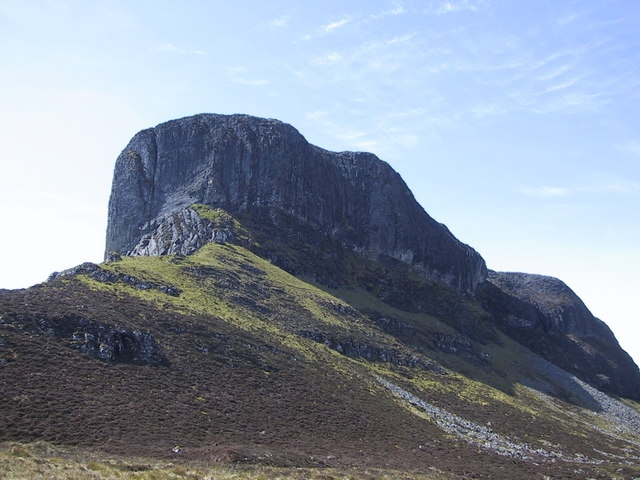
Der An Sgùrr von seiner Nordseite. Der Aufstieg erfolgt über die Einkerbung rechts.

Der Berg wird gewöhnlich vom Fährhafen Galmisdale im Südosten der Insel aus bestiegen. Über eine Fahrstraße geht es anfangs in westliche Richtung bis zu einer Straßenkreuzung. Von hier zweigt ein schlecht unterhaltener, jedoch gut ausgetretener Wanderweg nach Nordwesten ab und dirigiert sich auf die Nordflanke des Berges. Rund 500 Meter weiter westlich kann in der Bergflanke eine steile Rinne ausgemacht werden. Mittels der Rinne wird in einer recht einfachen Kletterei der Gipfelgrat erreicht. Dem Gipfelgrat wird jetzt nach Osten zum Hauptgipfel gefolgt, welcher durch einen trigonometrischen Punkt markiert wird. Die Gehzeit von der Fähre bis zur Nose of Sgùrr beträgt 3 bis 4 Stunden, bei einem Höhenunterschied von 403 Meter werden knapp 4 Kilometer zurückgelegt. Der Rückweg erfolgt sodann auf der gleichen Route.

## Geologie

### Sgurr-of-Eigg-Pitchstone-Formation
Der An Sgùrr baut sich im Wesentlichen aus der Sgurr-of-Eigg-Pitchstone-Formation auf. Deren Alter konnte anhand von Sanidin mit der Argon-Argon-Methode auf 58,72 ± 0,07 Millionen Jahre (Thanetium) ermittelt werden.
Der Pechstein ist das Ergebnis einer Vulkaneruption, sehr wahrscheinlich handelt es sich hier um einen Ignimbrit. Es wurde ursprünglich angenommen, dass dessen Eruptionszentrum auf Rùm gelegen hatte (Rùm bildet heute nur noch den Unterbau dieses ehemaligen Vulkans). Neuerdings befürworten jedoch Valentin R. Troll und Kollegen (2019) aufgrund ihrer petrologischen Untersuchungen Marsco in den Western Red Hills auf Skye als Eruptionszentrum.

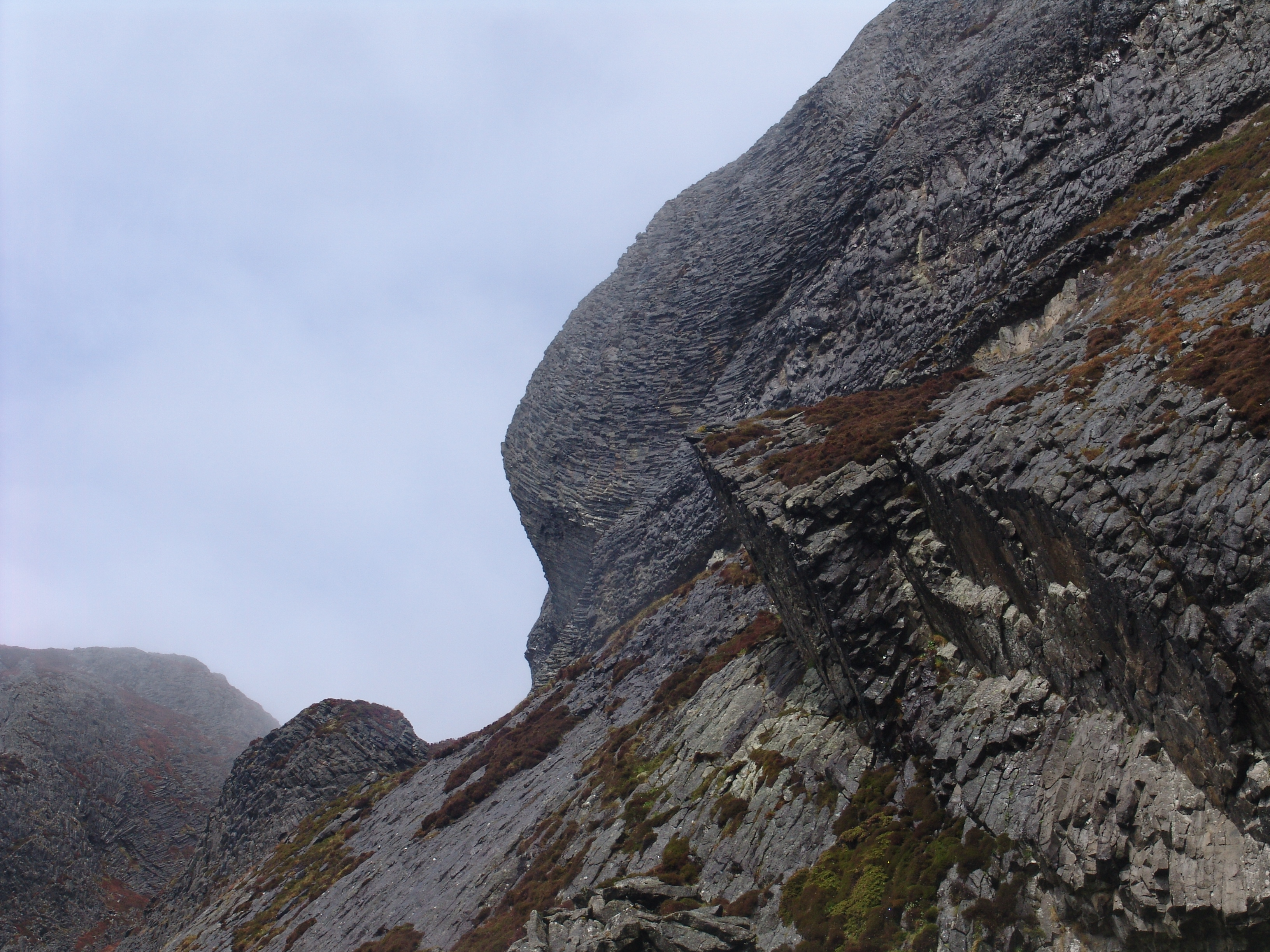
Gekrümmte Säulenabsonderung

Der Ignimbrit trachydazitischer bis rhyodazitischer Zusammensetzung erreichte von Skye aus Eigg im Süden und ergoss sich dort in ein Paläotal der unterlagernden Eigg-Lava-Formation. Nach Abkühlen des heißen Ignimbrits entstanden 0,7 bis 1,5 Meter breite Säulen, die den Säulen des Giant’s Causeways in Nordirland ähnlich sehen. Generell zeichnet sich der Pechstein durch eine hervorragende Säulenabsonderung aus. Die räumliche Ausrichtung der Säulenklüfte ist jedoch auf Eigg enorm variabel. Dies hängt mit den steilen und unregelmäßigen Talseiten zusammen, von denen die Abkühlung nach innen fortgeschritten war. Möglicherweise hat hierzu auch hinzutretendes Oberflächenwasser beigetragen, als es in die sich abkühlende Masse einsickerte.
Im frischen Zustand ist der glasige Pechstein von schwarzer Farbe und wird von kleinen Feldspatkristallen gespickt. Entglasungserscheinungen sind weit verbreitet, vor allem im Liegenden. Hier an der Basis ist der Pechstein zerbrochen und zersetzt und mit unterlagernden Sedimenten vermischt – was auf phreatische Explosionen beim Kontakt mit den noch nassen Sedimenten schließen lässt.
Die Pechstein-Formation beginnt im Liegenden örtlich mit einer 1 bis 2 Meter mächtigen Brekzie aus Pechstein, welche ihrerseits noch Taschen von mit Pflanzenresten versehenen, fluviatilen Konglomeraten (hervorgegangen aus der Eigg-Lava-Formation) aufsitzen kann. Die Taschen können stellenweise wie bei Bidean Boidheach am Nordwestende 60 Meter an Mächtigkeit erreichen. Die unterlagernde basale Brekzie wird wie bereits angesprochen als Produkt von phreatomagmatischen Explosionen angesehen, welche sich durch den Kontakt des ausfließenden Pechsteins mit nassen Flusssedimenten gebildet hatten.
In den untersten 3 Metern des Pechsteins bei Bidean Boidheach befindet sich ein dünner Horizont mit Fließbänderung, welcher womöglich eine verschweißte Tufflage repräsentiert. Laut Emeleus (1997) setzte der Sgurr-of-Eigg-Pitchstone zu Beginn mit einem kleinvolumigen Aschenstrom ein, welchem zwei oder mehr Lavaflüsse folgten und so das Paläotal in der Eigg-Lava-Formation schließlich vollkommen übermannten. Jedoch werden auch diese beiden Lavaflüsse mittlerweile als Ignimbritströme angesehen.

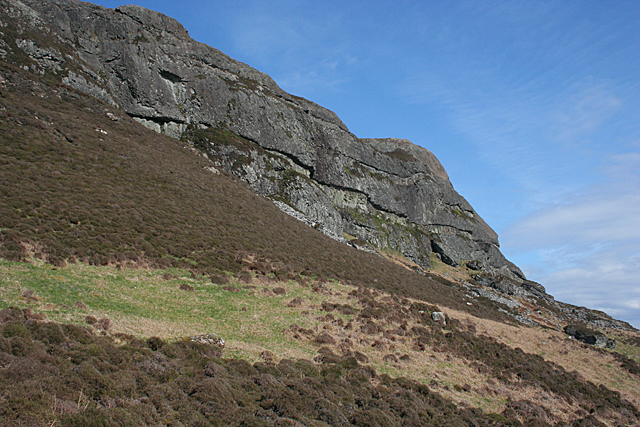
Vitrophyre an der Südflanke des Berges

Mehrere Meter dicke, bleiche, cremefarbene, entglaste Pechsteinniveaus sind an den südlichen Steilwänden des An Sgurr-Höhenrückens recht gut zu sehen. Angeblich handelt es sich hierbei um Intrusionen eines weiter  differenzierteren rhyolithischen Magmas in die Hauptmasse des Pechsteins. Brown und Bell (2013) sehen jedoch hierin ein Entglasungsphänomen – was auch durch nahezu kugelförmige Sphärolithen, die sich während des Entglasungsprozesses gebildet hatten, untermauert wird. Diese ursprünglich glasigen Lagen werden somit jetzt als untere und obere Vitrophyre der dunklen Ignimbriteinheiten angesehen. Die Vitrophyrlagen können sich seitwärts sehr stark ausdünnen und schließlich ganz verschwinden.
Die Formation war bereits sehr früh (1871, 1897) von Archibald Geikie insgesamt als ein Lavastrom gedeutet worden, der in einem steilseitigen, in die Laven eingeschnittenen Flusstal abgeflossen war. Bei Bidan Boidheach und am Ostende des An Sgurrs zeigen die steilseitigen Kontakte, dass die Konglomerate und der Pechstein ein Canyon-artiges Paläotal ausgefüllt hatten, welches aus den unterlagernden basaltischen Laven der Eigg-Lava-Formation herauspräpariert worden war.
Die Interpretation der Sgurr-of-Eigg-Pitchstone-Formation als SiO2-reiche Lava mit einem untergeordneten Aschenstrom an der Basis wird jedoch mittlerweile anhand von Geländebeobachtungen sowie petrographischen und geochemischen Untersuchungen angezweifelt. So reinterpretieren David J. Browne und Brian R. Bell (2013) die Formation vollständig als Ignimbrit, d. h. als Ablagerung eines mehrpulsigen, pyroklastischen Dichtestroms. Kieselsäure-reiche Laven und Ignimbrite sind oft sehr schwer auseinanderzuhalten – sowohl im Gelände als auch unter dem Polarisationsmikroskop.

### Eigg-Lava-Formation

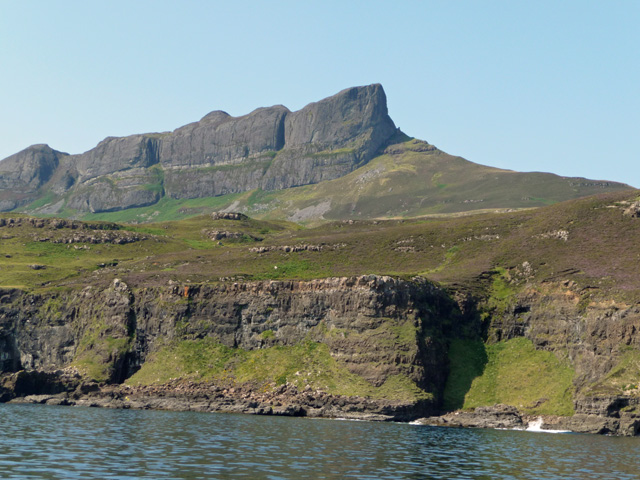
Blick von Südosten über das Küstenkliff aus der Eigg-Lava-Formation westlich von Galmisdale hoch zum An Sgùrr mit der Sgurr-of-Eigg-Pitchstone-Formation

Die umliegenden Basalte der Eigg-Lava-Formation waren weicher als der aufsitzende Pechstein, es kam daher im Paläotal zu einer Umkehrung der Verhältnisse (Reliefumkehr), da der Pechstein im Vergleich zu den Basaltlaven gegenüber den Erosionskräften wesentlich resistenter war. Folglich stellt der An Sgùrr einen Inselberg dar.
Die Eigg-Lava-Formation besteht aus Olivin-führenden basaltischen Laven, in der Regel Alkaliolivinbasalten, es können aber auch weiter differenzierte Glieder wie Hawaiite und Mugearite auftreten. Das bis zu 400 Meter mächtig werdende Lavafeld erstreckt sich untermeerisch bis nach Muck im Südwesten und anschließend noch rund 10 Kilometer weiter nach Südsüdwesten. Auf Muck konnte ein vulkaniklastischer Sandstein im Liegenden der Abfolge mittels der Argon-Argon-Methode auf 60,65 ± 0,07 Millionen Jahre (Seelandium) datiert werden. Dieses Alter ist vergleichbar mit dem Alter der unteren Laven auf Mull (Mull Lava Field), es wird daher angenommen, dass eine Verbindung zum weiter südwärts gelegenen Lavafeld auf Mull bestand.
Eingekeilt zwischen die einzelnen Lavaströme sind dünne, jedoch massive, rote bis orange, eisenhaltige Ton- und Siltsteine, die teilweise pyroklastischen Ursprungs sind. Im Liegenden der Formation treten auch eingeschaltete, relativ feine Sedimentlagen auf, welche den Kornbereich nicht übersteigen. Fluviatile Sedimente sind selten, jedoch erscheint ein dünnes, und nicht weit aushaltendes, geröllführendes Konglomerat im Südosten der Insel auf der Brandungsplattform der einstigen Anlegestelle.

### Devensian

#### Dimlington Stadial
Während des Dimlington Stadials (Letzteiszeitliches Maximum) des Devensians hatten die Berge des südlichen Rùms wahrscheinlich einen unabhängigen Eisdom getragen. Die Verteilung der Gletscherschrammen und der Erratika im umgebenden Tiefland von Rùm und auch auf den umliegenden Inseln legt aber nahe, dass die kleineren Inseln wie beispielsweise Eigg vom Haupteis des schottischen Festlands (British Irish Ice Sheet) überfahren worden waren, wohingegen die Eismassen den Eisdom von Rùm nur umflossen hatten. Gletscherschrammen auf Eigg selbst indizieren eine nach Westen gerichtete Bewegung der Eismassen sowie eine mögliche Umfahrung des An Sgùrrs.
Als Erratika finden sich auf Eigg Metamorphite der Moine Supergroup, welche eindeutig vom Festland stammen. Eine Ausnahme bilden in diesem Zusammenhang die Hochlagen im Norden Eiggs, auf denen jedoch bisher noch keinerlei Erratika entdeckt wurden.